# Gruža (rivière)
Pour les articles homonymes, voir Gruža.
La Gruža, en serbe cyrillique Гружа, est une rivière de Serbie. Sa longueur est de 77 km. Elle est un affluent gauche de la Zapadna Morava.
La Gruža appartient au bassin versant de la mer Noire ; son propre bassin couvre une superficie de 622 km2. La rivière n'est pas navigable.

## Géographie
La Gruža prend sa source dans la partie centrale du mont Rudnik, au pied de la principale localité de cette montagne, le village de Rudnik, au nord-est de la ville de Gornji Milanovac, en Serbie centrale. La rivière coule en direction du sud vers Majdan, contourne le mont Rudnik et pénètre dans la région de Takovo au village de Nevade, à quelques kilomètres de Gornji Milanovac puis elle oblique en direction de l'est.
Après Vraćevšnica et Ljuljaci, la Gruža oblique vers le sud en entrant dans la région de la Gruža. Elle conservera cette direction pour le reste de sa course. Après Oplanić et Dragušica, la rivière entre dans la dépression de Gruža qui constitue la principale partie de sa vallée, située entre les monts Kotlenik (à l'ouest) et Gledićke planine (à l'est). Près du village de Gruža, la rivière reçoit un barrage qui crée le lac artificiel de Gruža.
La Gruža reçoit sur sa gauche les eaux de la Kotlenjača et poursuit sa course vers le sud en direction de Balosave, Guberevac, Itkovac, Milavčići et Vitanovac. Elle entre ensuite dans la région de Pomoravlje et se jette dans la Zapadna Morava près du village de Čukojevac.